# Jean Rogers
Jean Rogers, nata Eleanor Dorothy Lovegren (Belmont, 25 marzo 1916 – Sherman Oaks, 24 febbraio 1991), è stata un'attrice statunitense.
È ricordata in particolar modo per aver interpretato il ruolo di Dale Arden nel serial cinematografico Flash Gordon del 1936.

## Filmografia parziale
- Viva le donne! (Footlight Parade), regia di Lloyd Bacon (1933) - non accreditata
- Il trionfo della vita (Stand Up and Cheer!), regia di Hamilton MacFadden (1934) - non accreditata
- L'universo innamorato (Twenty Million Sweethearts), regia di Ray Enright (1934) - non accreditata
- Abbasso le donne (Dames), regia di Ray Enright (1934) - non accreditata
- Tailspin Tommy in the Great Air Mystery, regia di Ray Taylor (1935)
- Flash Gordon, regia di Frederick Stephani (1936) - serial cinematografico
- L'impareggiabile Godfrey (My Man Godfrey), regia di Gregory La Cava (1936) - non accreditata
- Due nella folla (Two in a Crowd), regia di Alfred E. Green (1936) - non accreditata
- Ace Drummond, regia di Ford Beebe e Clifford Smith (1936) - serial cinematografico
- Conflict, regia di David Howard (1936)
- La chiave misteriosa (Night Key), regia di Lloyd Corrigan (1937)
- Flash Gordon alla conquista di Marte (Flash Gordon's Trip to Mars), regia di Ford Beebe e Ray Taylor (1938) - serial cinematografico
- Always in Trouble, regia di Joseph Santley (1938)
- While New York Sleeps, regia di H. Bruce Humberstone (1938)
- Inside Story, regia di Ricardo Cortez (1939)
- Hotel for Women, regia di Gregory Ratoff (1939)
- Heaven with a Barbed Wire Fence, regia di Ricardo Cortez (1939)
- The Man Who Wouldn't Talk, regia di David Burton (1940)
- Charlie Chan a Panama (Charlie Chan in Panama), regia di Norman Foster (1940)
- Viva Cisco Kid, regia di Norman Foster (1940)
- La grande missione (Brigham Young), regia di Henry Hathaway (1940)
- Yesterday's Heroes, regia di Herbert I. Leeds (1940)
- Let's Make Music, regia di Leslie Goodwins (1941)
- Scandalo premeditato (Design for Scandal), regia di Norman Taurog (1941)
- Dr. Kildare's Victory, regia di W. S. Van Dyke (1942)
- Sunday Punch, regia di David Miller (1942)
- Pacific Rendezvous, regia di George Sidney (1942)
- The War Against Mrs. Hadley, regia di Harold S. Bucquet (1942)
- Swing Shift Maisie, regia di Norman Z. McLeod (1943)
- A Stranger in Town, regia di Roy Rowland (1943)
- Whistling in Brooklyn, regia di S. Sylvan Simon (1943)
- Femmine del mare (Rough, Tough and Ready), regia di Del Lord (1945)
- The Strange Mr. Gregory, regia di Phil Rosen (1945)
- Gay Blades, regia di George Blair (1946)
- Hot Cargo, regia di Lew Landers (1946)
- Backlash, regia di Eugene Forde (1947)
- Speed to Spare, regia di William Berke (1948)
- Fighting Back, regia di Malcolm St. Clair (1948)
- La seconda moglie (The Second Woman), regia di James V. Kern (1950)